# David Roberts (maler)
 For alternative betydninger, se David Roberts. (Se også artikler, som begynder med David Roberts)
David Roberts (født 24. oktober 1796 i Stockbridge ved Edinburgh, død 25. november 1864 i London), var en skotsk maler og tegner. Blev i 1841 valgt til medlem af Royal Academy of Arts.
Efter en studietid på Edinburghs Akademi virkede han som dekorations- og teatermaler. Udstrakte rejser til Spanien (1832-33) ogOrienten (1838-39) skaffede ham rigt afvekslende stof til arkitekturstykker, der bragte ham stor anseelse og for en del kom til offentlige samlinger: Pauls-Kirken i Antwerpen og Burgos-Katedralen i Vernon-Galleriet, nu Tate Gallery i London, andre i National Gallery i London, South Kensington-Museum, nu Victoria and Albert Museum, og National Gallery of Scotland. Hans kunst nåede vidt om gennem de litografiske suiter han lod trykke og solgte i store oplag. Han raderede også.

## Udgivelser
- Picturesque Sketches in Spain (London, 1835–36)
- The Holy Land, Syria, Idumea, Arabia, Egypt and Nubia (London 1842-49, 3 bind.) Link til billeder Arkiveret 20. maj 2013 hos  Wayback Machine
- Egypt and Nubia (London 1846-49, 3 bind; senere udgivelse: London 1856, 6 bind) Link til billeder Arkiveret 20. maj 2013 hos  Wayback Machine
- Cities of North Africa (London 1852)
- Italy, Classical, Historical and Picturesque, 1859